# Mogera uchidai
Mogera uchidai är en däggdjursart som först beskrevs av Abe, Shiraishi och Ryoichi Arai 1991.  Mogera uchidai ingår i släktet Mogera och familjen mullvadsdjur. IUCN kategoriserar arten globalt som otillräckligt studerad. Inga underarter finns listade.
Detta mullvadsdjur förekommer på en av Senkaku-öarna. Arten når där 362 meter över havet. Ön är nästan helt täckt av skog.
Arten listades tidvis som enda art i släktet Nesoscaptor.
Den första individen som blev uppmätt (holotyp) hade en kroppslängd (huvud och bål) av 130 mm, en svanslängd av 12 mm och en vikt av 43 g. Pälsen på ovansidan har en mörk gråbrun färg och undersidans päls är lite ljusare. I motsats till andra arter av släktet Mogera har Mogera uchidai hörntänder i underkäken. Antalet premolarer per sida i över- och underkäken är tre. Mogera uchidai har i underkäken två framtänder per sida.